# Khu vực Tây, Fiji

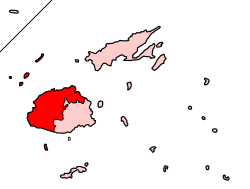
Bản đồ thể hiện Khu vực Tây của Fiji

Khu vực Tây là một trong 4 khu vực hành chính của Fiji. Khu vực này gồm ba tỉnh là Ba, Nadroga-Navosa và Ra.
Thủ phủ của khu vực là Lautoka. Khu vực gồm phần phía tây của hòn đảo lớn nhất Fiji là Viti Levu, và một số đảo nhỏ xung quanh như Quần đảo Yasawa, Viwa, Waya và Velulele. Khu vực có ranh giới trên bộ với Khu vực Trung tâm cũng trên đảo Viti Levu, và có ranh giới trên biển với Khu vực Bắc và Khu vực Đông.